# Marek Fábry
Marek Fábry (Nitra, 7 agosto 1998) è un calciatore slovacco, attaccante del Skalica.

## Caratteristiche tecniche
È un centravanti.

## Carriera
Cresciuto nel settore giovanile del Nitra, ha esordito in prima squadra il 4 aprile 2016 in occasione dell'incontro di 2. Liga pareggiato 0-0 contro la Lokomotíva Zvolen.

## Statistiche
Statistiche aggiornate al 19 novembre 2020.

### Presenze e reti nei club
| Stagione        | Squadra         | Campionato      | Campionato | Campionato | Coppe nazionali | Coppe nazionali | Coppe nazionali | Coppe continentali | Coppe continentali | Coppe continentali | Altre coppe | Altre coppe | Altre coppe | Totale | Totale | Totale |
| Stagione        | Squadra         | Comp            | Pres       | Reti       | Comp            | Pres            | Reti            | Comp               | Pres               | Reti               | Comp        | Pres        | Reti        | Pres   | Reti   |        |
| --------------- | --------------- | --------------- | ---------- | ---------- | --------------- | --------------- | --------------- | ------------------ | ------------------ | ------------------ | ----------- | ----------- | ----------- | ------ | ------ | ------ |
| 2015-2016       | Nitra           | 1L              | 1          | 0          | CS              | 0               | 0               |                    | -                  | -                  |             | -           | -           | 1      | 0      |        |
| 2016-2016       | Nitra           | 1L              | 1          | 0          | CS              | 0               | 0               |                    | -                  | -                  |             | -           | -           | 1      | 0      |        |
| 2017-2018       | Nitra           | SL              | 7          | 0          | CS              | 0               | 0               |                    | -                  | -                  |             | -           | -           | 7      | 0      |        |
| 2018-2019       | Nitra           | SL              | 14         | 1          | CS              | 3               | 3               |                    | -                  | -                  |             | -           | -           | 17     | 4      |        |
| 2019-gen. 2020  | Nitra           | SL              | 10         | 0          | CS              | 0               | 0               |                    | -                  | -                  |             | -           | -           | 10     | 0      |        |
| gen.-giu. 2020  | Dukla Praga     | FNL             | 12         | 2          | CRC             | 0               | 0               |                    | -                  | -                  |             | -           | -           | 12     | 2      |        |
| 2020-2021       | Dukla Praga     | FNL             | 7          | 0          | CRC             | 0               | 0               |                    | -                  | -                  |             | -           | -           | 7      | 0      |        |
| Totale carriera | Totale carriera | Totale carriera | 52         | 3          |                 | 3               | 3               |                    | -                  | -                  |             | -           | -           | 55     | 6      |        |